# Suspects (série télévisée, 2014)
Suspects est une série télévisée britannique de procédure policière en 23 épisodes de 60 minutes créée par Paul Marquess (en), Darren Fairhurst et Steve Hughes, et diffusée entre le 12 février 2014 et le 31 août 2016 sur Channel 5.
Se déroulant à Londres, la série suit sergent Jack Weston, agent de police Charlie Steele et leur Inspecteur principale Martha Bellamy de la police du Grand Londres alors qu'ils enquêtent sur différents types d'affaires. Leurs cas incluent des meurtres, des tentatives de meurtre, des personnes disparues, des surdoses de drogue, des abus d'enfants et des crimes sexuels. La plupart des dialogues de la série sont improvisés afin de les rendre naturels. Les acteurs ont un document d'histoire détaillé et jouent à partir de là.
En France, la série a été diffusée à partir du 4 juin 2018 sur Polar+. Elle reste inédite dans les autres pays francophones.

## Distribution
- Fay Ripley (en) : Inspecteur principal Martha Bellamy (saisons 1 à 4)
- Damien Molony : Sergent Jack Weston
- Clare-Hope Ashitey : agent de police Charlotte « Charlie » Steele
- Lenora Crichlow : Sergent puis Inspecteur principal Alisha Brooks (saison 5)
- Perry Fitzpatrick (en) : agent de police Gary Roscoe (saison 5)
- James Murray : Inspecteur chef Daniel Drummond (saison 5)

## Épisodes

### Saison 1 (2014)
1. Kidnapping (Alone)
2. Dealers de mort (Calling Card)
3. Le Violeur du canal (Hard Target)
4. Mourir dans la dignité (Sensitivity)
5. Les Yeux fermés (Eyes Closed)

### Saison 2 (2014)
1. Lui et nul autre (1/2) (Nobody Else (1/2))
2. Lui et nul autre (2/2) (Nobody Else (2/2))
3. Alerte pédophile (1/2) (Vigilante (1/2))
4. Alerte pédophile (2/2) (Vigilante (2/2))

### Saison 3 (2015)
1. Abus de confiance (The Artist)
2. Victime (Victim)
3. Les Feux de la mort (Safe from Harm)
4. Connections (Connections)

### Saison 4 (2015)
1. AWOL
2. Revenge
3. Ricochet
4. Rough Justice

### Saison 5 (2016)
1. Un ennemi parmi nous (The Enemy Within) en six parties